# Ralph Smart
Ralph Foster Smart (* 27. August 1908 in Chingford, Greater London, Vereinigtes Königreich; † 12. Februar 2001 in Bowen, Queensland, Australien) war ein australisch-britischer Filmregisseur, Filmproduzent, Autor und Filmschaffender.

## Leben
Smart wurde 1908 in dem Londoner Vorort Chingford, nordöstlich von Charing Cross, geboren. Beide Elternteile waren australische Staatsbürger. Seine berufliche Karriere startete er 1927 als Redakteur, Autor und Regisseur von Dokumentar-Kurzfilmen. Zu dem 1935 veröffentlichten Kriminalfilm Crime Unlimited schrieb Smart zusammen mit Brock Williams das Drehbuch. Der Film markiert das Debüt von Lilli Palmer in einem englischsprachigen Film. Er bearbeitete in dieser Zeit auch Drehbücher von frühen Filmen von Michael Balcon bei Gaumont-British, bevor er im Auftrag der australischen Regierung an der Erstellung von Propagandafilmen und Dokumentationen während des Zweiten Weltkriegs beteiligt war.
Nach Kriegsende arbeitete Smart als Produzent respektive Regisseur an zwei bahnbrechenden Filmen mit: Dem selten gezeigten Western über einen Viehtrieb durchs australische Outback Das große Treiben von 1946 und dem britisch-australischen Familienfilm Die Kinder von Mara-Mara von 1947.
Ab Mitte der 1950er-Jahre arbeitete Smart vorwiegend in Großbritannien, wo er an populären Abenteuergeschichten fürs Fernsehen mitwirkte, wie beispielsweise Robin Hood (1955), The Buccaneers (1956) und William Tell (1958). Besonders bekannt wurde er durch seine Filme über John Drake mit Patrick McGoohan.
Im Jahr 1969 steuerte er die Drehbücher für nahezu alle Folgen der australischen Fernsehserie S.O.S. – Charterboot mit Ty Hardin bei und trat auch als Produzent auf. 
Ralph Smart ließ sich in Bowen in Queensland nieder. Dort starb er im Februar 2001 im 93. Lebensjahr.

## Auszeichnung
Smart wurde im Jahr 2000 mit der Order-of-Australia-Medaille für seine Verdienste um den australischen Film ausgezeichnet.

## Filmografie (Auswahl)
- 1929: A Cottage on Dartmoor
- 1930: The Woodpigeon Patrol (Regie, Autor)
- 1935: Crime Unlimited (Dialoge, Drehbuch)
- 1936: Sweet Success (Kurzfilm, Regie)
- 1943: South West Pacific (Kurzfilm, Darsteller als R.A.F. Pilot)
- 1946: Das große Treiben (The Overlanders, Produzent)
- 1947: Die Kinder von Mara-Mara (Bush Christmas, Regie, Drehbuch, Produzent)
- 1948: Quartett (Segment The Facts of Life, Regie)
- 1949: A Boy, a Girl and a Bike (Regie)
- 1950: Bitter Springs (Regie)
- 1951: The Small Miracle (Regie, Autor)
- 1952: Die Premiere findet doch statt (Regie)
- 1953: Always a Bride (Regie, Drehbuch)
- 1955–1956: Robin Hood (Fernsehserie, 19 Folgen, Regie, Drehbuch)
- 1956: The Adventures of Sir Lancelot (Fernsehserie, 3 Folgen, Regie)
- 1956–1957: The Buccaneers (Fernsehserie, 17 Folgen, Regie, Produzent)
- 1958: The Adventures of Mrs. Pastry (Fernsehfilm, Regie)
- 1958–1959: William Tell – The Emperor’s Hat (Fernsehserie, 39 Folgen, Regie, Autor, Produzent)
- 1958–1959: Der Unsichtbare (The Invisible Man, Fernsehserie, 34 Folgen, Regie, Autor, Produzent)
- 1960: Geheimauftrag für John Drake (Danger Man, Fernsehserie, 2 Folgen, Regie)
- 1960–1967: Geheimauftrag für John Drake (Fernsehserie, 146 Folgen, Autor, Produzent etc.)
- 1969: S.O.S. – Charterboot (Riptide, 22 Folgen, Fernsehserie, Autor, Produzent)
- 1973: Elefantenjunge (Elephant Boy, Fernsehserie, Autor)